# قصر احمد
قصر احمد، روستایی از توابع بخش مرکزی شهرستان کوار در استان فارس ایران است.

## جمعیت
این روستا در دهستان کوار قرار دارد و براساس سرشماری مرکز آمار ایران در سال ۱۳۸۵، جمعیت آن ۲٬۳۰۳ نفر (۵۲۷خانوار) بوده‌است.